# The Rose (theater)

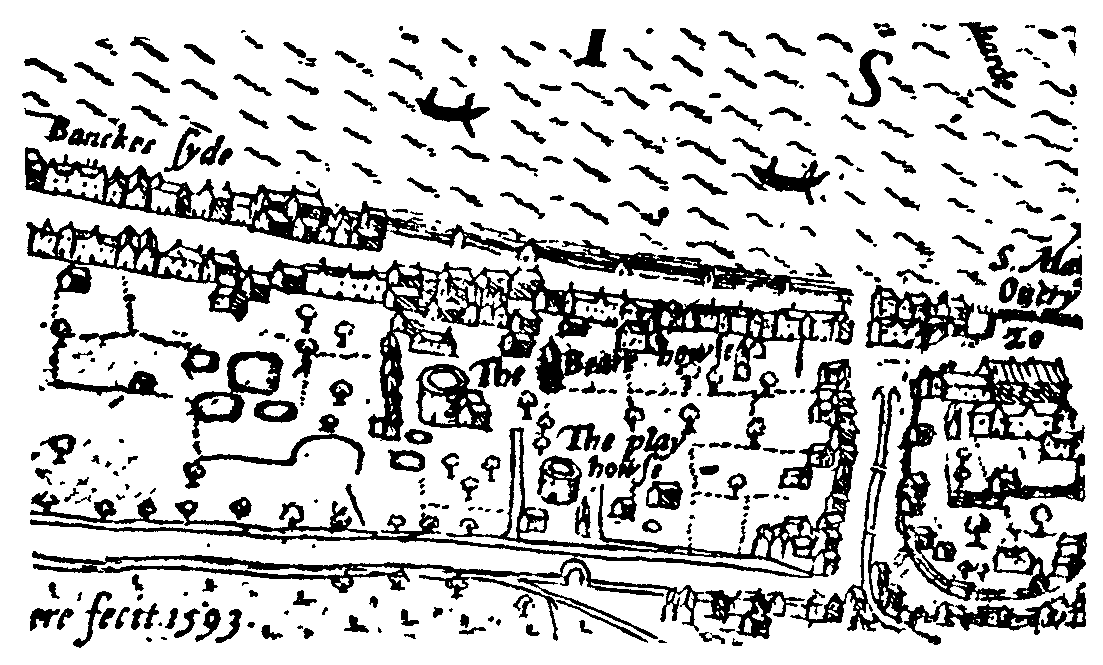
The Rose op een oude kaart van Londen

The Rose was een theater in Engeland, gebouwd ten tijde van Elizabeth I. Het behoorde met The Theatre, The Curtain en het Newington Butts Theatre tot de eerste permanente theaters in Londen en het was het eerste theater dat werd gebouwd in Bankside, waar vervolgens ook andere theaters zouden verrijzen, waaronder The Globe. 
Bankside lag buiten de City of London, waardoor de autoriteiten er geen gezag over hadden. Dit was gunstig aangezien het amusement in de 'theaterwijken' vaak verder ging dan alleen toneelspel.
The Rose werd in 1587 gebouwd door de succesvolle Londense zakenman Philip Henslowe samen met zijn partner John Cholmley. Het werd opgetrokken uit hout en pleisterwerk, met een rieten dak, en verrees  op een terrein dat de naam ‘Little Rose’ droeg, vanwege de aanwezigheid van twee rozentuinen en mogelijk ook een bordeel. Het gebouw was veelhoekig en had de vorm van een amfitheater, met een diameter van ongeveer 21 meter.
Onzeker is door wie het gebouw aanvankelijk werd gebruikt, maar vanaf 1592 is er veel over bekend omdat Henslowe vanaf dat jaar een 'dagboek' bijhield, dat zeer veel informatie bevat over het reilen en zeilen van zijn handel en het theater. Daaruit wordt duidelijk dat er opvoeringen plaatsvonden van onder meer 'Doctor Faustus', 'The Jew of Malta' en  'Tamburlaine', alle van Christopher Marlowe en Shakespeares 'Henry VI part I' en 'Titus Andronicus'.
Ook is uit Henslowes aantekeningen bekend dat het gezelschap Admiral's Men met de befaamde acteur Edward Alleyn dit theater vanaf 1592 bespeelde. 
Daarmee trok het theater veel bezoekers en Henslowe verbouwde het dan ook om plaats te kunnen bieden aan meer toeschouwers. The Rose was aanvankelijk een stuk kleiner dan het 11 jaar eerder gebouwde The Theatre, met ook een kleiner toneeloppervlak.
Van juni 1592 tot mei 1594 was het theater gesloten ten gevolge van een pestepidemie, met uitzondering van een aantal weken in de winter, waarin de epidemie enigszins afnam. Het theater werd toen enkele malen bespeeld door Lord Strange's Men en Sussex's Men. Moeilijke tijden waren het gevolg voor alle gezelschappen, waarvan er vele rondreisden. Ook Alleyns gezelschap was hiertoe gedwongen. Toen de epidemie in 1594 was uitgewoed herstelden de gezelschappen zich en profileerden met name de Lord Chamberlain's Men en de Admiral's Men zich als vooraanstaande gezelschappen, waarvan het laatste zich weer vestigde in The Rose, terwijl het andere gezelschap, met ‘huisschrijver’ William Shakespeare en de befaamde acteurs Richard Burbage en William Kemp optrad in het in 1599 in Bankside gebouwde Globe Theatre.
The Rose raakte echter in de problemen, enerzijds door het succes van de Globe, anderzijds door het feit dat de autoriteiten na binnengekomen klachten nog slechts twee theaters wilden toestaan in Bankside, namelijk de Globe en het Fortune Theatre in Shoreditch.
Henslowe en Alleyn hadden de Fortune daar al gebouwd, wellicht om de plaats te vullen die de Chamberlain's Men daar hadden achtergelaten na hun vertrek naar de Globe.
The Rose werd daarna nog korte tijd gebruikt, met name door het gezelschap Worcester's Men, maar na afloop van het  huurcontract werd het verlaten en waarschijnlijk al in 1606 gesloopt.
De overblijfselen ervan konden na een succesvolle campagne, waaraan acteurs als Peggy Ashcroft en Sir Laurence Olivier hun medewerking verleenden, in 1989 worden behouden. Boven de restanten werd The Rose opnieuw opgebouwd.